# Lélantos
Dans la mythologie grecque, Lélantos (en grec ancien Λήλαντος / Lếlantos) est un jeune Titan, vraisemblablement né d'Ouranos (le Ciel) et de Gaïa (la Terre) comme les autres Titans, mais sans que Nonnos de Panopolis, le seul auteur de l'Antiquité à mentionner son nom n'indique sa filiation exacte ni son statut de « benjamin de la famille ouranienne ». 

## Mythe
Selon les exégètes, il serait le dieu des qualités animales permettant de passer inaperçu ou de s'échapper mais aussi de l'invisibilité de la brise, mais aucun de ces traits ou prérogatives divines ne transparaît réellement chez l'unique auteur antique le citant.
Il peut être considéré comme l'équivalent masculin de la Titanide Léto, tout comme sa fille la Titanide Aura, personnification de la Brise qu'il conçoit avec l'Océanide Péribée, est liée à Artémis, fille de Léto. Lorsqu'Artémis demande à Némésis (la Vengeance) de châtier impitoyablement la jeune Aura qui l'a offensée, cette dernière commence par refuser au nom de sa propre parenté avec Lélantos (Nonnos de Panopolis, Dionysiaques, XLVIII) et se borne à provoquer le viol d'Aura par Dionysos avant de frapper la jeune Titanide de folie.

## Source
- Nonnos de Panopolis, Dionysiaques [détail des éditions] [lire en ligne] (XLVIII, 264 & 442).